# Edikt
Et edikt (fra latin edicere, meddele eller kundgøre) betegner i ældre eller udenlandske sammenhænge i betydningen offentlig bekendtgørelse eller påbud. Ediktet blev oprindeligt brugt til den ret, romerske embedsmænd havde til at offentliggøre de retningslinjer og regler, som de ønskede at basere udøvelsen af deres embede for i det år, de blev valgt til.
Et edikt bruges i dag i en historisk kontekst til en offentlig bekendtgørelse af en afgørelse, der havde retsvirkning. En edikt blev vedtaget af en person, der havde kompetencen til at lave love. Edikt refererer normalt til romersk lov eller til visse meddelelser fra konger eller kejsere i fortiden.